# Collegio uninominale Calabria - 07
Il collegio elettorale uninominale Calabria - 07 è stato un collegio elettorale uninominale della Repubblica Italiana per l'elezione della Camera tra il 2017 ed il 2022.

## Territorio
Come previsto dalla legge elettorale italiana del 2017, il collegio era stato definito tramite decreto legislativo all'interno della circoscrizione Calabria.
Era formato dal territorio di 63 comuni: Africo, Agnana Calabra, Anoia, Antonimina, Ardore, Benestare, Bianco, Bivongi, Bovalino, Camini, Canolo, Caraffa del Bianco, Careri, Casignana, Caulonia, Ciminà, Cinquefrondi, Cittanova, Cosoleto, Delianuova, Feroleto della Chiesa, Gerace, Giffone, Gioia Tauro, Gioiosa Ionica, Grotteria, Locri, Mammola, Marina di Gioiosa Ionica, Maropati, Martone, Melicuccà, Melicucco, Molochio, Monasterace, Oppido Mamertina, Palmi, Pazzano, Placanica, Platì, Polistena, Portigliola, Riace, Rizziconi, Roccella Ionica, Rosarno, Samo, San Ferdinando, San Giorgio Morgeto, San Giovanni di Gerace, San Luca, San Procopio, Santa Cristina d'Aspromonte, Sant'Agata del Bianco, Sant'Ilario dello Ionio, Scido, Seminara, Siderno, Stignano, Stilo, Taurianova, Terranova Sappo Minulio e Varapodio.
Il collegio era quindi interamente compreso nella città metropolitana di Reggio Calabria.
Il collegio era parte del collegio plurinominale Calabria - 02.

## Eletti
| Elezione | Elezione | Deputato             | Partito      |
| -------- | -------- | -------------------- | ------------ |
|          | 2018     | Francesco Cannizzaro | Forza Italia |

## Dati elettorali

### XVIII legislatura
Come previsto dalla legge elettorale, 232 deputati erano eletti con sistema a maggioranza relativa in altrettanti collegi uninominali a turno unico.
| Candidati              | Candidati                      | Voti    | %     | Liste                                | Voti    | %     |
| ---------------------- | ------------------------------ | ------- | ----- | ------------------------------------ | ------- | ----- |
|                        | Francesco Cannizzaro ✔️ Eletto | 49 798  | 42,37 | Forza Italia                         | 34 836  | 29,64 |
| Lega                   | Francesco Cannizzaro ✔️ Eletto | 49 798  | 42,37 | 6 951                                | 5,91    |       |
| Fratelli d'Italia      | Francesco Cannizzaro ✔️ Eletto | 49 798  | 42,37 | 5 474                                | 4,66    |       |
| Noi con l'Italia - UDC | Francesco Cannizzaro ✔️ Eletto | 49 798  | 42,37 | 2 537                                | 2,16    |       |
|                        | Giuseppe Germanò               | 40 099  | 34,12 | Movimento 5 Stelle                   | 40 099  | 34,12 |
|                        | Elisabetta Tripodi             | 17 096  | 14,55 | Partito Democratico                  | 14 593  | 12,42 |
| +Europa                | Elisabetta Tripodi             | 17 096  | 14,55 | 1 075                                | 0,91    |       |
| Italia Europa Insieme  | Elisabetta Tripodi             | 17 096  | 14,55 | 1 022                                | 0,87    |       |
| Civica Popolare        | Elisabetta Tripodi             | 17 096  | 14,55 | 406                                  | 0,35    |       |
|                        | Domenico Mantegna              | 4 157   | 3,54  | Liberi e Uguali                      | 4 157   | 3,54  |
|                        | Antonio Cutugno                | 1 325   | 1,13  | Partito Valore Umano                 | 1 325   | 1,13  |
|                        | Giuseppe Arena                 | 1 106   | 0,94  | Il Popolo della Famiglia             | 1 106   | 0,94  |
|                        | Roberto Irrera                 | 1 093   | 0,93  | CasaPound                            | 1 093   | 0,93  |
|                        | Nicola Lucà                    | 965     | 0,82  | Potere al Popolo!                    | 965     | 0,82  |
|                        | Caterina Marzolo               | 813     | 0,69  | Italia agli Italiani                 | 813     | 0,69  |
|                        | Gaetano Errigo                 | 709     | 0,60  | Partito Comunista                    | 709     | 0,60  |
|                        | Francesco Toscano              | 245     | 0,21  | Lista del Popolo per la Costituzione | 245     | 0,21  |
|                        | Pasquale Neri                  | 115     | 0,10  | Per una Sinistra Rivoluzionaria      | 115     | 0,10  |
| Totale                 | Totale                         | 117 521 | 100   |                                      | 117 521 | 100   |
|                        |                                |         |       |                                      |         |       |
| Voti non validi        | Voti non validi                | 6 036   | 4,89  |                                      |         |       |
| Votanti                | Votanti                        | 123 557 | 60,26 |                                      |         |       |
| Elettori               | Elettori                       | 205 047 |       |                                      |         |       |